# Сэм (приток Косы)
Сэм — река в России, протекает по Косинскому району Пермского края. Устье реки находится в 66 км от устья реки Косы по левому берегу. Длина реки составляет 11 км.
Исток реки на Верхнекамской возвышенности в 8 км к юго-западу от села Коса. Река течёт на юго-восток и восток. Притоки — Тыркош (правый); Добрыня (левый). Впадает в Косу двумя рукавами напротив села Горки.

## Данные водного реестра
По данным государственного водного реестра России относится к Камскому бассейновому округу, водохозяйственный участок реки — Кама от истока до водомерного поста у села Бондюг, речной подбассейн реки — бассейны притоков Камы до впадения Белой. Речной бассейн реки — Кама.
Код объекта в государственном водном реестре — 10010100112111100002829.